# Нене (баскетболіст)
Нене (порт. Nenê, нар. 13 вересня 1982, Сан-Карлус, Бразилія) — бразильський професійний баскетболіст, важкий форвард і центровий, останньою командою якого була «Х'юстон Рокетс». Гравець національної збірної Бразилії, у складі якої був учасником Олімпійських ігор. Народився як Майбинер Родні Іларіо (порт. Maybyner Rodney Hilário), але 2003 року змінив ім'я на Нене.

## Ранні роки
Народився 1982 року у місті Сан-Карлус, Бразилія. Через те що був наймолодшим у родині отримав прізвисько Нене, що з португальської означало «дитина». Як і більшість бразильських хлопчиків захоплювався футболом, проте в середині 90-х років почав займатися баскетболом.

## Ігрова кар'єра
Професійну кар'єру розпочав 1999 року на батьківщині виступами за команду «Васко да Гама», де грав протягом 3 сезонів. Під час перебування у цьому клубі отримав виклик до Національної збірної Бразилії для участі у Іграх доброї волі.
2002 року був обраний у першому раунді драфту НБА під загальним 7-м номером командою «Нью-Йорк Нікс», яка обміняла його до «Денвер Наггетс». Став першим бразильцем, обраним у першому раунді драфту НБА. 
Почав свій дебютний сезон у НБА як гравець лавки запасних, а закінчив як стартер. Зайняв шосте місце у лізі за відсотком влучань з гри (51,9%) та був включений до першої збірної новачків.

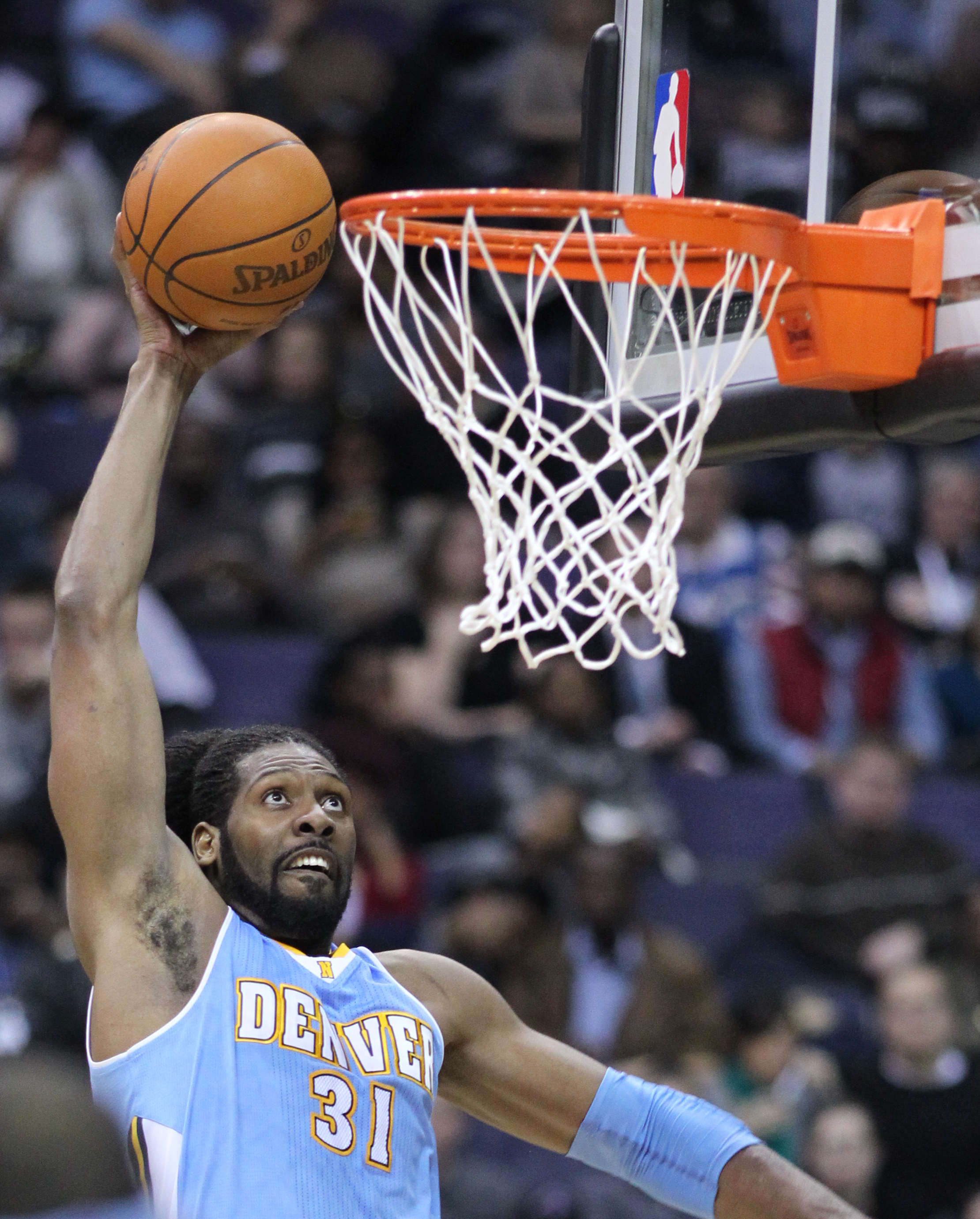
Нене забиває зверху у грі за «Денвер Наггетс», січень 2011.

У своєму другому сезоні зіграв 77 матчів, в яких набирав 10,5 очки та 6,1 підбирання. Став четвертим у лізі за відсотком влучань з гри із 53%.
У третьому сезоні через травми пропустив 27 ігор. По завершенні сезону мав наступні статистичні показники: 9,6 очок та 5,9 підбирань за 23,9 хвилин за матч.
1 листопада 2005 року у матчі проти «Сан-Антоніо Сперс» травмувався та вибув до кінця сезону.
20 липня 2006 року підписав новий контракт з «Денвером» на шість років, протягом яких мав отримати 60 млн. доларів. У сезоні 2006—2007 у середньому набирав 12,2 очки та 7 підбирань.
У наступному сезоні 2007—2008 знову через травми зіграв лише у 16 матчах. Проте вилікувавшись, наступний рік став для нього найкращим у кар'єрі, коли він у 77 матчах (76 у старті) набирав 14,6 очок та 7,8 підбирань. Зайняв друге місце у НБА за відсотком влучань — 60,4%.
Наступного сезону вперше відіграв всі 82 матчі у стартовому складі, у яких набирав 13,8 очок, 7,6 підбирань та рекордні для себе 2,5 результативних передчі. У сезоні 2010—2011 знову зіграв у всіх матчах у старті (цього разу 75) та набирав 14,5 очок при 7,6 підбираннях та 2 асистах.
15 березня 2012 перейшов до «Вашингтон Візардс». У своєму першому сезону за нову команду набирав 13,7 очок та робив 7,5 підбирань. 26 листопада 2013 року встановив особистий рекорд результативності, набравши 30 очок у матчі проти «Лос-Анджелес Лейкерс». 22 лютого 2014 у матчі проти «Нью-Орлінс Пеліканс» повторив своє досягнення.
20 липня 2016 року став гравцем «Х'юстон Рокетс». 23 квітня 2017 у матчі проти «Оклахома-Сіті Тандер» набрав 28 очок, що стало його кращим показником у плей-оф за всю кар'єру. 6 липня 2017 уклав новий контракт з «Рокетс».
Через травми повністю пропустив сезон 2019—2020. Зрештою «Рокетс» обміняли його до «Атланти», яка в свою чергу відрахувала його з команди.

## Статистика виступів в НБА

### Регулярний сезон
| Сезон             | Команда             | GP  | GS  | MPG  | FG%  | 3P%  | FT%  | RPG | APG | SPG | BPG | PPG  |
| ----------------- | ------------------- | --- | --- | ---- | ---- | ---- | ---- | --- | --- | --- | --- | ---- |
| 2002–03           | «Денвер Наггетс»    | 80  | 53  | 28.2 | .519 | .000 | .578 | 6.1 | 1.9 | 1.6 | .8  | 10.5 |
| 2003–04           | «Денвер Наггетс»    | 77  | 77  | 32.5 | .530 | .000 | .682 | 6.5 | 2.2 | 1.5 | .5  | 11.8 |
| 2004–05           | «Денвер Наггетс»    | 55  | 18  | 23.9 | .503 | .000 | .660 | 5.9 | 1.5 | .9  | .9  | 9.6  |
| 2005–06           | «Денвер Наггетс»    | 1   | 0   | 3.0  | .000 | .000 | .000 | .0  | .0  | .0  | .0  | .0   |
| 2006–07           | «Денвер Наггетс»    | 64  | 42  | 26.8 | .570 | .000 | .689 | 7.0 | 1.2 | 1.0 | .9  | 12.2 |
| 2007–08           | «Денвер Наггетс»    | 16  | 1   | 16.6 | .408 | .000 | .551 | 5.4 | .9  | .6  | .9  | 5.3  |
| 2008–09           | «Денвер Наггетс»    | 77  | 76  | 32.6 | .604 | .200 | .723 | 7.8 | 1.4 | 1.2 | 1.3 | 14.6 |
| 2009–10           | «Денвер Наггетс»    | 82  | 82  | 33.6 | .587 | .000 | .704 | 7.6 | 2.5 | 1.4 | 1.0 | 13.8 |
| 2010–11           | «Денвер Наггетс»    | 75  | 75  | 30.5 | .615 | .200 | .711 | 7.6 | 2.0 | 1.1 | 1.0 | 14.5 |
| 2011–12           | «Денвер Наггетс»    | 28  | 27  | 29.5 | .509 | .000 | .677 | 7.4 | 2.2 | 1.3 | .9  | 13.4 |
| 2011–12           | «Вашингтон Візардс» | 11  | 6   | 25.8 | .607 | .000 | .657 | 7.5 | 1.7 | .5  | 1.2 | 14.5 |
| 2012–13           | «Вашингтон Візардс» | 61  | 49  | 27.2 | .480 | .000 | .729 | 6.7 | 2.9 | .9  | .6  | 12.6 |
| 2013–14           | «Вашингтон Візардс» | 53  | 37  | 29.4 | .503 | .200 | .583 | 5.5 | 2.9 | 1.2 | .9  | 14.2 |
| 2014–15           | «Вашингтон Візардс» | 67  | 58  | 25.3 | .511 | .200 | .604 | 5.1 | 1.8 | 1.0 | .3  | 11.0 |
| 2015–16           | «Вашингтон Візардс» | 57  | 11  | 19.2 | .544 | .000 | .578 | 4.5 | 1.7 | .9  | .5  | 9.2  |
| 2016–17           | «Х'юстон Рокетс»    | 67  | 8   | 17.9 | .617 | .333 | .589 | 4.2 | 1.0 | .8  | .6  | 9.1  |
| 2017–18           | «Х'юстон Рокетс»    | 52  | 4   | 14.6 | .569 | 000  | .636 | 3.4 | 0.9 | .5  | .3  | 6.5  |
| 2018–19           | «Х'юстон Рокетс»    | 42  | 2   | 13.0 | .517 | .000 | .660 | 2.9 | 0.6 | .4  | .4  | 3.6  |
| Усього за кар'єру | Усього за кар'єру   | 965 | 626 | 26.2 | .548 | .132 | .660 | 6.0 | 1.8 | 1.1 | .7  | 11.3 |

### Плей-оф
| Сезон             | Команда             | GP | GS | MPG  | FG%   | 3P%  | FT%   | RPG | APG | SPG | BPG | PPG  |
| ----------------- | ------------------- | -- | -- | ---- | ----- | ---- | ----- | --- | --- | --- | --- | ---- |
| 2004              | «Денвер Наггетс»    | 5  | 5  | 26.4 | .444  | .000 | .538  | 5.0 | 3.0 | 1.0 | .6  | 11.2 |
| 2005              | «Денвер Наггетс»    | 5  | 0  | 20.2 | .429  | .000 | .652  | 5.0 | .4  | .4  | .4  | 6.6  |
| 2007              | «Денвер Наггетс»    | 5  | 5  | 35.8 | .585  | .000 | .778  | 7.8 | 2.4 | .6  | .6  | 15.2 |
| 2008              | «Денвер Наггетс»    | 3  | 0  | 10.0 | .556  | .000 | 1.000 | 2.3 | .3  | .7  | .3  | 4.3  |
| 2009              | «Денвер Наггетс»    | 16 | 16 | 32.8 | .548  | .000 | .657  | 7.5 | 2.6 | 1.3 | .6  | 11.5 |
| 2010              | «Денвер Наггетс»    | 5  | 5  | 33.8 | .621  | .000 | .583  | 5.8 | 2.2 | 1.2 | .2  | 11.4 |
| 2011              | «Денвер Наггетс»    | 5  | 5  | 32.4 | .478  | .000 | .563  | 9.0 | 1.6 | 1.0 | .8  | 14.2 |
| 2014              | «Вашингтон Візардс» | 10 | 10 | 32.5 | .464  | .000 | .346  | 5.3 | 2.6 | .9  | 1.1 | 13.7 |
| 2015              | «Вашингтон Візардс» | 10 | 10 | 25.7 | .447  | .000 | .478  | 6.6 | 1.5 | .9  | .3  | 7.9  |
| 2017              | «Х'юстон Рокетс»    | 9  | 0  | 17.9 | .706  | .000 | .581  | 4.7 | .6  | .7  | .4  | 10.0 |
| 2018              | «Х'юстон Рокетс»    | 11 | 0  | 9.7  | .600  | -    | .636  | 2.5 | .5  | .2  | .5  | 2.8  |
| 2019              | «Х'юстон Рокетс»    | 7  | 0  | 7.6  | 1.000 | -    | .778  | 2.0 | 0.4 | 0.4 | 0.3 | 3.9  |
| Усього за кар'єру | Усього за кар'єру   | 91 | 56 | 24.2 | .530  | .000 | .595  | 5.4 | 1.6 | .8  | .5  | 9.2  |